# 大埔區
大埔區（英語：Tai Po District）是香港十八區的其中一區，位於新界東部，範圍包括大埔、東平洲、大埔滘、汀角、船灣、林村谷、白石角及它的外飛地為赤門海峽兩岸的西貢半島北部（西貢北）。它的總面積約為148平方公里，是香港第二大行政區域。根據2021年人口普查，大埔區人口為316,470人。
大埔區人口主要聚居於大埔新市鎮內八個出租公共屋邨和租者置其屋計劃屋邨，以及太和站附近的大埔舊墟和大埔墟站附近的大埔新墟的私人屋苑，其餘不少居民散居於大埔區內133條大小村落。
2005年世界衛生組織確認大埔為安全社區，是全球第90個安全社區，也是香港第3個安全社區（第1是屯門區，第2是葵青區）。

## 氣候
| 大埔 (2000-2023)                      | 大埔 (2000-2023) | 大埔 (2000-2023) | 大埔 (2000-2023) | 大埔 (2000-2023) | 大埔 (2000-2023) | 大埔 (2000-2023) | 大埔 (2000-2023) | 大埔 (2000-2023) | 大埔 (2000-2023) | 大埔 (2000-2023) | 大埔 (2000-2023) | 大埔 (2000-2023) | 大埔 (2000-2023) |
| 月份                                  | 1月              | 2月              | 3月              | 4月              | 5月              | 6月              | 7月              | 8月              | 9月              | 10月             | 11月             | 12月             | 全年             |
| ------------------------------------- | ---------------- | ---------------- | ---------------- | ---------------- | ---------------- | ---------------- | ---------------- | ---------------- | ---------------- | ---------------- | ---------------- | ---------------- | ---------------- |
| 历史最高温 °C（°F）                   | 26.9 (80.4)      | 29.3 (84.7)      | 30.4 (86.7)      | 32.4 (90.3)      | 38.1 (100.6)     | 35.8 (96.4)      | 37.0 (98.6)      | 36.5 (97.7)      | 35.9 (96.6)      | 34.8 (94.6)      | 30.8 (87.4)      | 28.5 (83.3)      | 38.1 (100.6)     |
| 平均高温 °C（°F）                     | 18.5 (65.3)      | 19.4 (66.9)      | 21.8 (71.2)      | 25.4 (77.7)      | 28.9 (84.0)      | 30.6 (87.1)      | 31.6 (88.9)      | 31.4 (88.5)      | 30.3 (86.5)      | 27.7 (81.9)      | 24.3 (75.7)      | 20.2 (68.4)      | 25.8 (78.4)      |
| 日均气温 °C（°F）                     | 15.5 (59.9)      | 16.6 (61.9)      | 19.1 (66.4)      | 22.6 (72.7)      | 26.2 (79.2)      | 28.0 (82.4)      | 28.7 (83.7)      | 28.4 (83.1)      | 27.7 (81.9)      | 25.2 (77.4)      | 21.4 (70.5)      | 17.1 (62.8)      | 23.0 (73.4)      |
| 平均低温 °C（°F）                     | 12.9 (55.2)      | 14.2 (57.6)      | 16.9 (62.4)      | 20.4 (68.7)      | 24.0 (75.2)      | 25.9 (78.6)      | 26.3 (79.3)      | 26.1 (79.0)      | 25.3 (77.5)      | 22.9 (73.2)      | 18.9 (66.0)      | 14.2 (57.6)      | 20.7 (69.3)      |
| 历史最低温 °C（°F）                   | 2.8 (37.0)       | 4.4 (39.9)       | 7.1 (44.8)       | 11.5 (52.7)      | 15.5 (59.9)      | 19.7 (67.5)      | 23.0 (73.4)      | 23.1 (73.6)      | 19.9 (67.8)      | 13.8 (56.8)      | 7.8 (46.0)       | 3.7 (38.7)       | 2.8 (37.0)       |
| 平均降雨量 mm（）                     | 23.9 (0.94)      | 27.8 (1.09)      | 62.2 (2.45)      | 112.8 (4.44)     | 269.0 (10.59)    | 369.6 (14.55)    | 303.4 (11.94)    | 324.1 (12.76)    | 219.6 (8.65)     | 103.9 (4.09)     | 32.6 (1.28)      | 19.2 (0.76)      | 1,868.1 (73.55)  |
| 平均相對濕度（％） （14:00） （日均） | 74               | 79               | 81               | 82               | 83               | 83               | 82               | 83               | 80               | 74               | 74               | 70               | 78               |
| 来源：香港天文台                      |                  |                  |                  |                  |                  |                  |                  |                  |                  |                  |                  |                  |                  |

## 地理

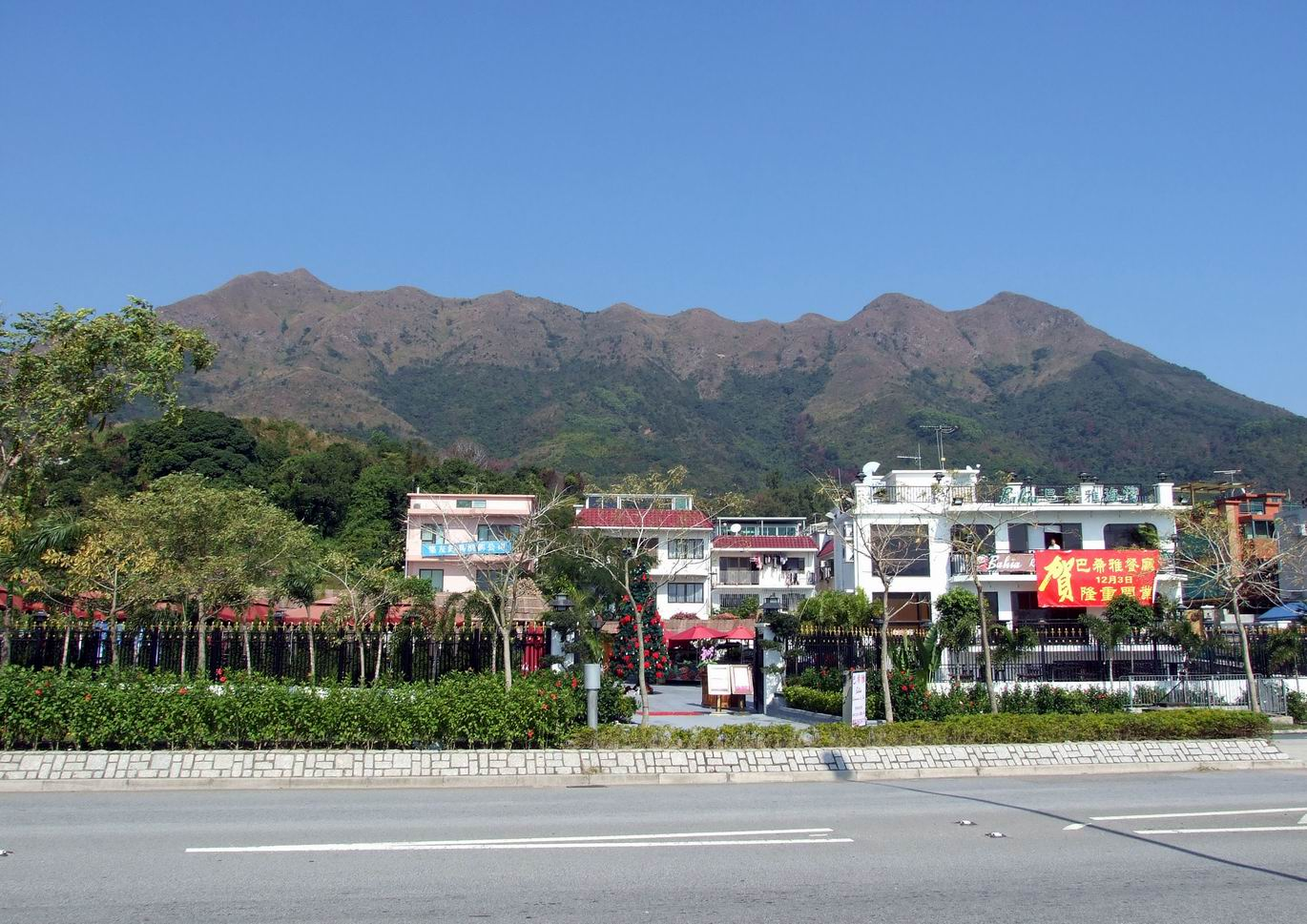
八仙嶺

大埔區位處新界東部，南起大埔滘大埔尾坑及中文大學地界線，北至八仙嶺，西瀕大刀屻，東跨吐露港，包括對岸西貢北的十四鄉、黃竹塱及離島塔門、平洲、赤洲等。
大埔區內有香港的著名內港——吐露港，位於大埔新市鎮的東面、沙田的東北面，海港呈西南-東北走向，其出口為大赤門，之後海水便流進大鵬灣。
位於大尾篤及沙頭角半島的船灣淡水湖，是香港第一個劃自海域的大型儲水水塘，也是大眾騎單車的好去處。淡水湖原本是一個大海灣——船灣，灣內沿岸曾經有多條鄉村，不過在1960年代建淡水湖時遭拆遷，部份鄉村遺址已經埋在淡水湖水底。
大埔區較著名的高山有北邊的八仙嶺，這個山嶺亦是大埔區和北區的天然分界，而附近九龍坑山山頂則設有數個發射站。
大埔區天氣非常潮濕，在春夏期間濕度經常都高達100%，能見度最低時可以只有數米距離。大埔區的中心是大埔新市鎮，包括舊區大埔墟，以及新區大埔中心一帶。

### 地質
香港最古老的岩石是名為「黃竹角咀組」（Bluff Head Formation）的沉積地層，是泥盆紀的沉積岩，主要在赤門兩岸出露，在北岸從白沙頭洲（Pak Sha Tau Chau）到黃竹角咀（Wong Chuk Kok Tsui）一帶清晰易見，受到地質構造的摺皺及錯位運動，露出的岩層幾近直立。

## 歷史

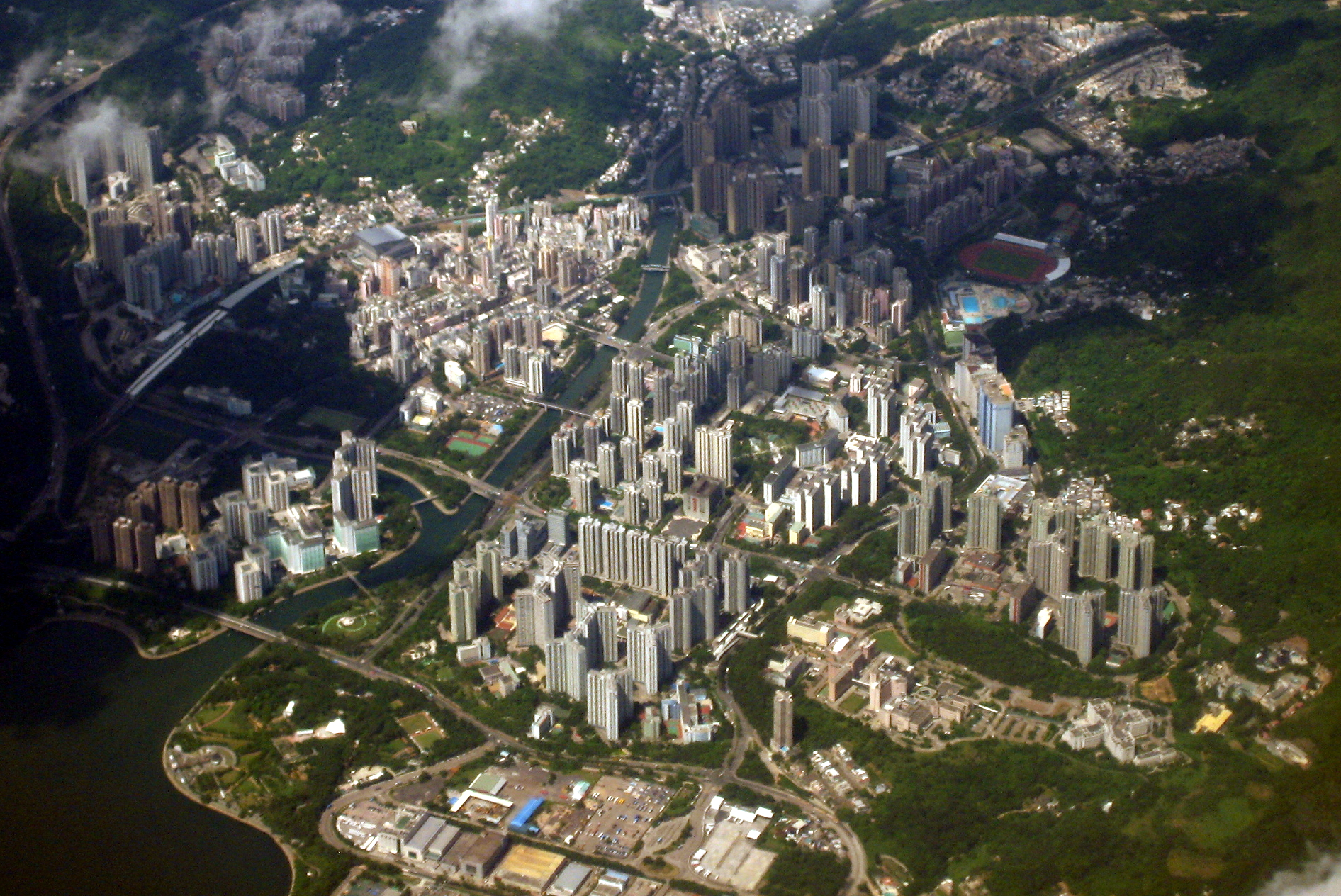
2008年的大埔

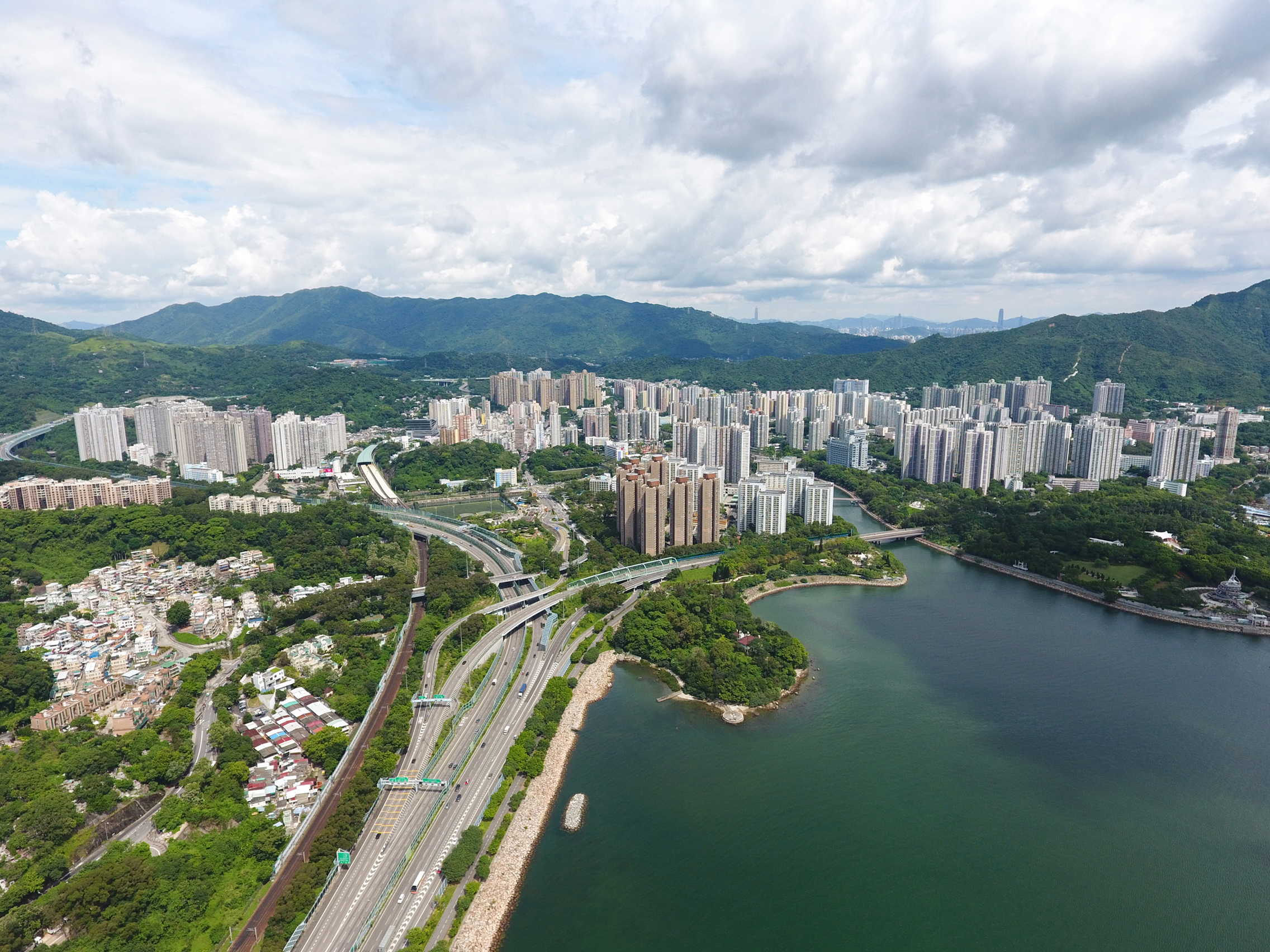
2017年的大埔

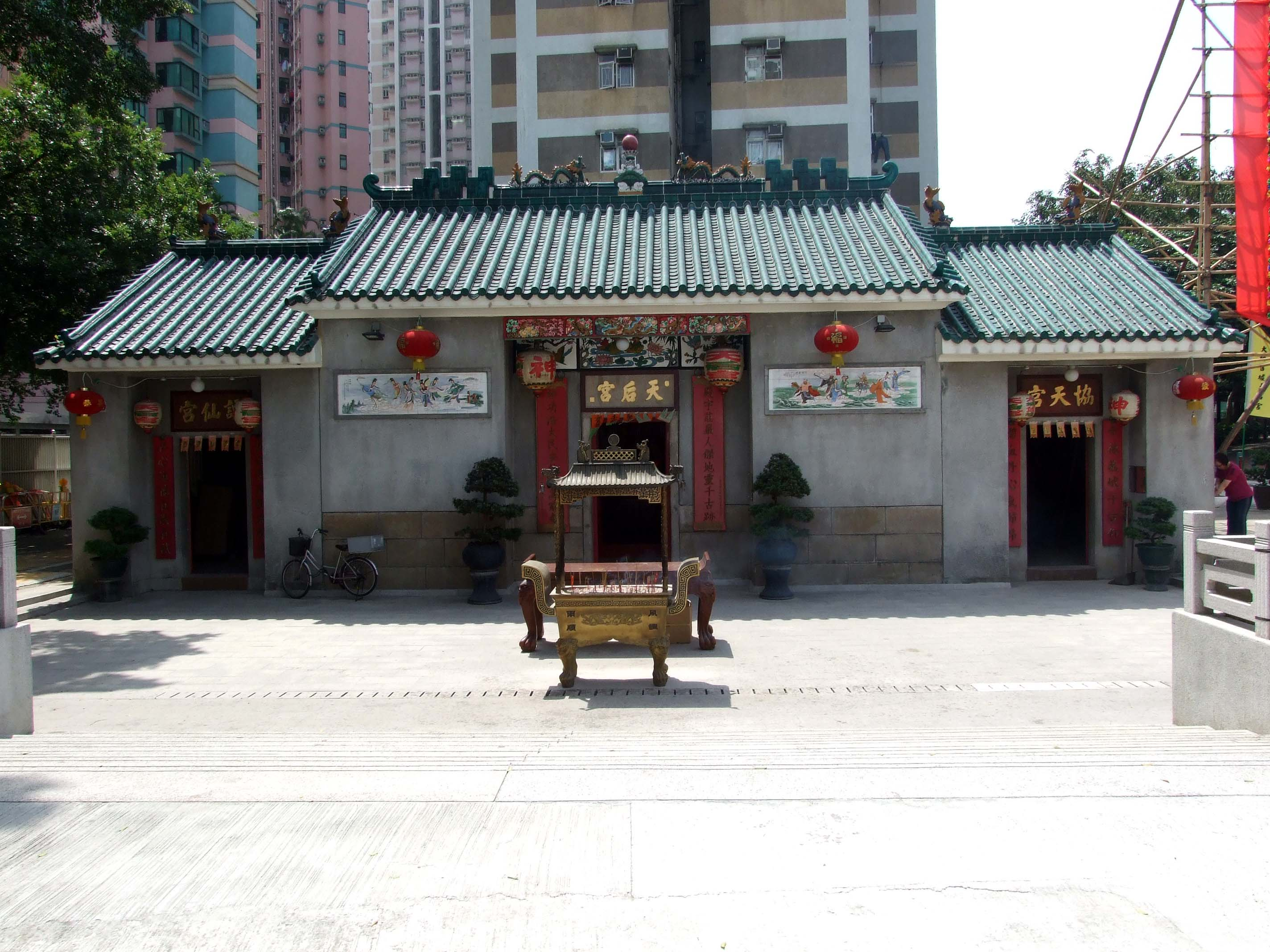
大埔舊墟位於天后宮附近一帶

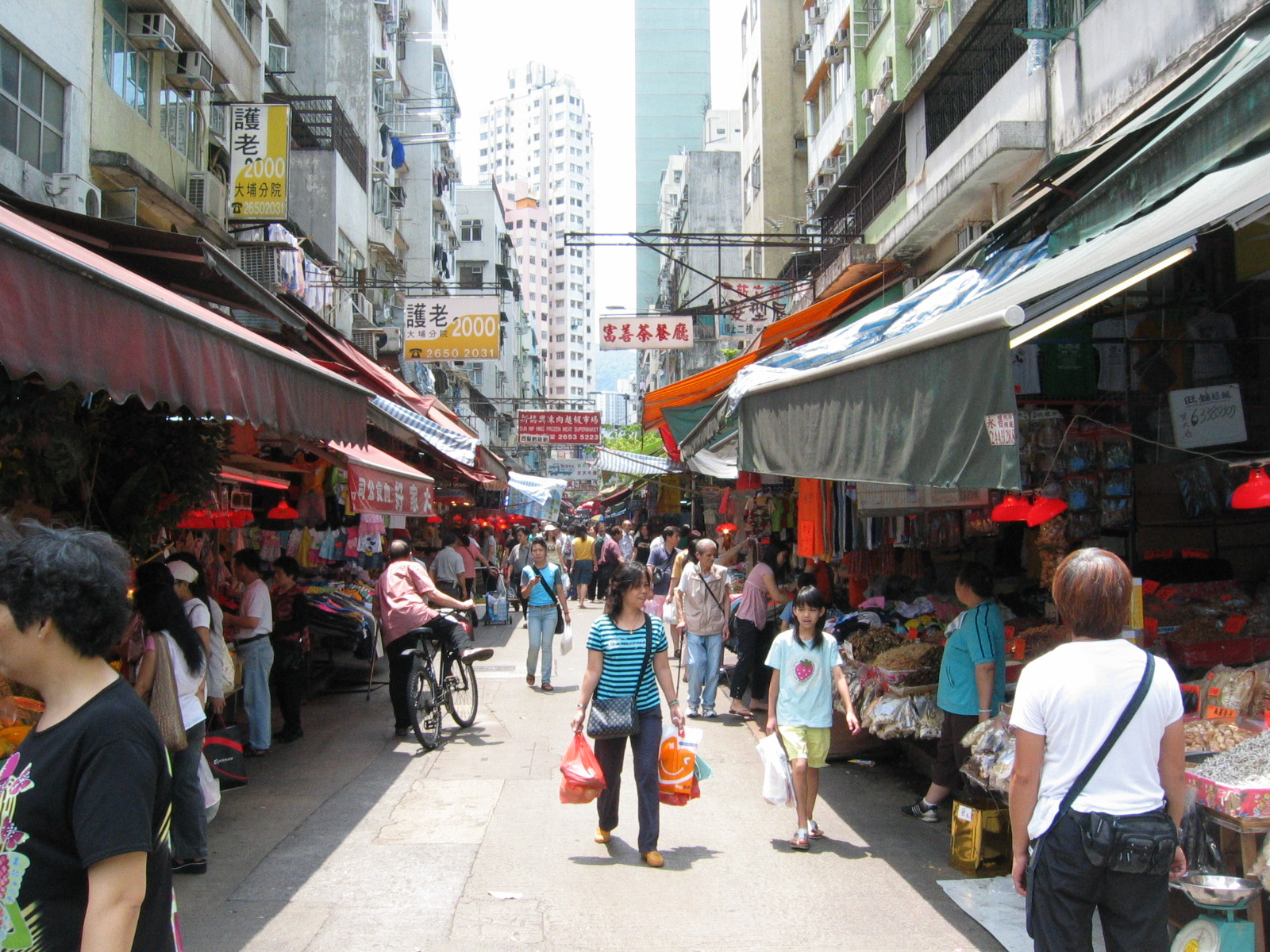
太和市位於富善街一帶

大埔古稱「大步」，直至清朝光緒年間才稱為「大埔」。大埔區很早已經有先民活動。區內的黃地垌發現距今三萬年前的舊石器時代晚期的打磨石器，到了距今约五千年前的新石器時代晚期文物，則在元洲仔和鹽田仔發現。
唐代大埔區有了進一步的發展，橫嶺頭在一九八五年出土了八座唐代灰窰。大埔在中國史籍中的記載可以上溯至五代的南漢，大寶六年（963年），後主劉鋹招募 3,000 人於「大步海」（即吐露港）採集珍珠，並設置「媚川都」。直至康熙三十五年（1695年）因長期採集網羅淨盡，才明詔罷採，大埔的採珠業自此式微。
新界五大氏族中原籍江西的鄧氏和文氏自宋明期間分別遷到區內的大埔頭及泰亨定居。清朝康熙元年（1662年）實行遷界，使大埔區頓成荒域。康熙八年（1669年）批准復界，為恢復經濟，朝廷鼓勵外地人士入遷墾荒，其中以由江西、福建、廣東省內的惠州、潮州、嘉應等地遷入的客家人最多，建立圍屋聚族而居。
明朝萬曆年間，龍躍頭鄧氏在今日天后廟後的汀角路建立「孝子鄧師孟祠」紀念孝子鄧師孟，於康熙十一年 （1672年）向新安知縣申請建墟，在已圮毀的「孝子鄧師孟祠」原址建立「大步墟」，與同一祖先的大埔頭鄧氏合力經營。本地家族泰亨文氏文湛泉於1892年乃聯合粉嶺彭氏及大埔附近五個非鄧氏的客籍村落，組成「大埔七約」（泰亨約、林村約、翕和約、集和約、樟樹灘約、汀角約、粉嶺約），於大步墟隔河另設「太和市」（即現富善街一帶），在光緒二十二年（1896年）修建廣福橋聯結太和市和林村河北岸的大步墟。英國租借新界以後，在1913年於太和市興建大埔墟火車站，太和市逐漸取代大埔墟的地位，所以太和市後來被稱為大埔墟，而原來的大埔墟（大步墟）則改稱為「大埔舊墟」。
光緒二十四年（1898年），清廷與英國簽訂《展拓香港界址專條》，翌年4月，英國軍艦駛入大埔海登陸，舉行接管新界的升旗儀式，由於大埔為新界的中心地區，英國人以此作為新界的行政中心，設立理民府、警察總部及鄉議局。位於大埔區的北約理民府管理的地域包括了今日的大埔區、北區、元朗區、屯門區及沙田區，但不包括九龍水塘以西的地域及西貢北（當時屬南約）。1948年元朗區從北約分拆；到後來1970年代，沙田區在政府發展沙田新市鎮之時自立成為單獨一區；最後是北區於1980年獨立成區。

## 行政區劃
根據香港行政區劃，大埔區也包括西貢北，以及靠近深圳大鵬半島的東平洲。

西貢北

| 大埔：   | 白石角、大埔滘、大埔墟、大埔市、太和、林村、汀角、大尾篤、船灣 |
| 西貢北： | 北潭坳、黃石碼頭、海下灣、十四鄉、泥涌、塔門                   |

### 民政事務專員
現任大埔區民政事務專員為陳巧敏女士，於2018年10月25日接替呂少珠出任該區專員。
歷任大埔民政事務專員
- 呂建勳（任期：1997年–2003年12月7日）
- 陳貴春（任期：2003年12月8日–2006年2月28日）
- 潘太平（任期：2006年3月1日–2009年10月11日）
- 李國彬（任期：2009年10月12日–2012年1月15日）
- 鄭青雲（任期：2012年4月26日–2013年9月8日）
- 蘇植良（任期：2013年9月9日–2016年10月10日）
- 呂少珠（任期：2016年10月11日–2018年9月26日）
- 陳巧敏（任期：2018年10月25日至今）

### 區議會
大埔區議會是香港的區議會之一，共有21個議席，包括19個民選議席及2個當然議席（大埔及西貢北約鄉事委員會主席）。
大埔區議會負責就該區的社區設施、衞生環境、運輸及交通、房屋政策及居住環境改善等事宜，向政府反映意見。第六屆大埔區議會有19名民選議員及2位當然議員，現時大埔區議會主席為毛家俊先生，副主席是劉勇威先生。		
大埔區議會是香港十八個區議會之一，負責協助處理大埔區的事務，共有21名議員，現屆大埔區議會由民主派主導，現任7名議員當中5名為民主派議員，建制派只有2名議員。

### 分區委員會
大埔區議會屬下設有5個委員會，負責區內的工商業、環境工程、文娛康體、社會服務及交通運輸等各方面的事務。

### 統計資料
根據2011年的人口普查資料，大埔區的人口資料如下：
| 人口特徵 - 人口： 296,853人 - 15歲以下： 10.2% - 15至64歲： 79.0% - 65歲及以上： 10.7% - 年齡中位數： 41.4歲 - 15歲及以上從未結婚人口比例 - 男性： 34.8% - 女性： 31.2% 教育 - 6至18歲人口就學比率： 不詳 - 20歲及以上非就學人口具專上教育程度比例：24.1% 勞動人口特徵 - 勞動人口： 163,905人 - 勞動人口參與率 - 男性： 69.5% - 女性： 54.5% - 合計： 61.5% - 工作人口每月主業收入中位數：11,000港元 | 住戶特徵 - 家庭住戶數目：94,481戶 - 家庭住戶平均人數： 3.1人 - 家庭住戶每月收入中位數：22,340港元 房屋特徵 - 有人居住的屋宇單位數目：94,245個 - 每個屋宇單位的平均家庭住戶數目：1.003戶 - 自置居所住戶在家庭住戶總數目中所佔的比例：63.7% - 家庭住戶每月按揭供款及借貸還款中位數：6,340港元 - 按揭供款及借貸還款與收入比率中位數：18.1% - 家庭住戶每月租金中位數：1,300港元 - 租金與收入比率中位數：13.4% |

## 社區環境

### 公共屋邨
| - 大元邨：大埔區首個公共屋邨 - 廣福邨 - 富善邨 | - 太和邨 - 富亨邨 - 運頭塘邨 | - 寶鄉邨 - 富蝶邨 |

### 居屋屋苑
| - 汀雅苑 - 宏福苑 - 大埔廣場 - 明雅苑 | - 新興花園 - 寶雅苑 - 富雅花園 - 頌雅苑 | - 逸雅苑 - 景雅苑 - 德雅苑 - 怡雅苑 |

### 主要私人屋苑
| - 大埔中心 - 翠林閣 - 昌運中心 - 八號花園 - 海寶花園 - 寶湖花園 - 翠屏花園 - 新達廣場 - 富·盈門 - 菁泉雅居 - 樂賢居 | - 太湖花園 - 南山花園 - 太湖山莊 - 太和中心 - 大埔花園 - 帝欣苑 - 嵐山 - 倚龍山莊 - 淺月灣 - 比華利山別墅 - 海景山莊 - 新峰花園 - 大埔寶馬山 - 盈峰翠邸 - 龍成堡 | - 悠然山莊 - 翡翠花園 - 鹿茵山莊 - 新翠山莊 - 聚豪天下 - 雍怡雅苑 - 康樂園 - 帝琴灣 （西沙路，屬西貢北） - 滌濤山 - 天鑽 - Sierra Sea （十四鄉海映路，屬西貢北） |

### 鄉村

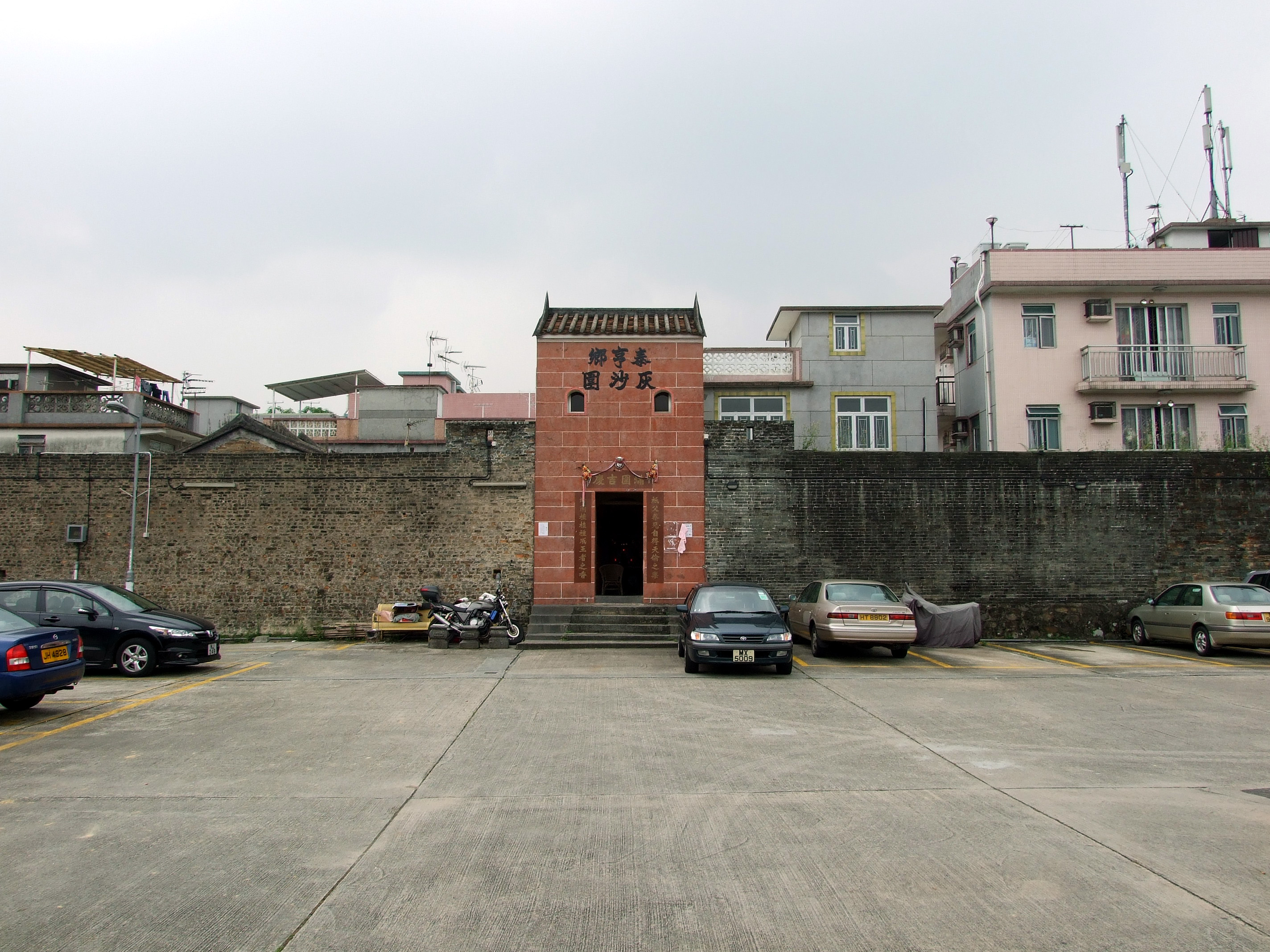
灰沙圍是大埔區現存最完整及最宏偉的古老圍村。

按明朝史籍記載，當時已存在的大埔古村有塔門、白沙澳、茭塘村、榕樹澳、荔枝莊、泮涌及陶子峴，但現時的居民多是清朝遷界後才移徙到來。大埔區內現存在清朝建立的鄉村120多條。
六零年代因建造船灣淡水湖的關係，將船灣海沿岸原有六條村落（小滘、大滘、金竹排、橫嶺背連橫嶺頭、涌尾及涌背），近千名村民搬遷到大埔墟的陸鄉里。白沙頭洲三門仔村的村民希望維持原有鄉村社群，選擇在大埔鹽田仔三門仔新村重新安居立戶。
六零年代，在美經援會(CARE USA)資助下，美經援村在黃宜坳海邊建立，共計平房111間。

### 商場
| 大型商場： - 大埔超級城 - 大埔廣場 - 翠屏商場 - 寶湖商場 - 昌運中心 - 新興商場 - 新達廣場 - 西沙GO PARK | 屋邨商場： - 大元街市 及 大元美食廣場 - 廣福商場 - 富善商場 - 太和廣場 - 富亨商場 - 運頭塘新城 - 富蝶商場 | 其他商場： - 永祥大廈商場 - 榮暉商場 - 美豐花園商場 - 88廣場 - 大日子商場 |

## 公共設施

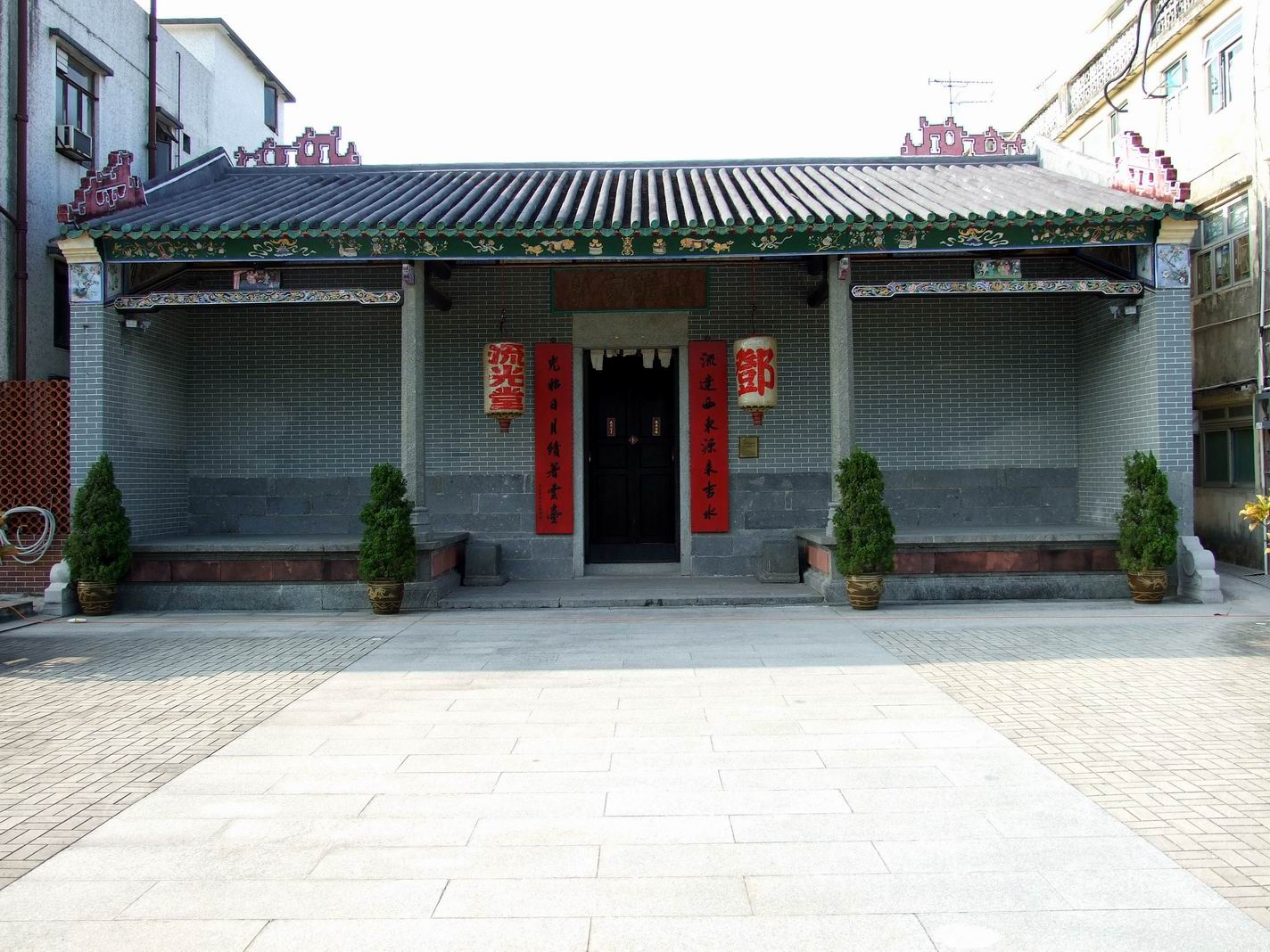
敬羅家塾是大埔頭鄧氏的私塾

### 教育

#### 大專院校

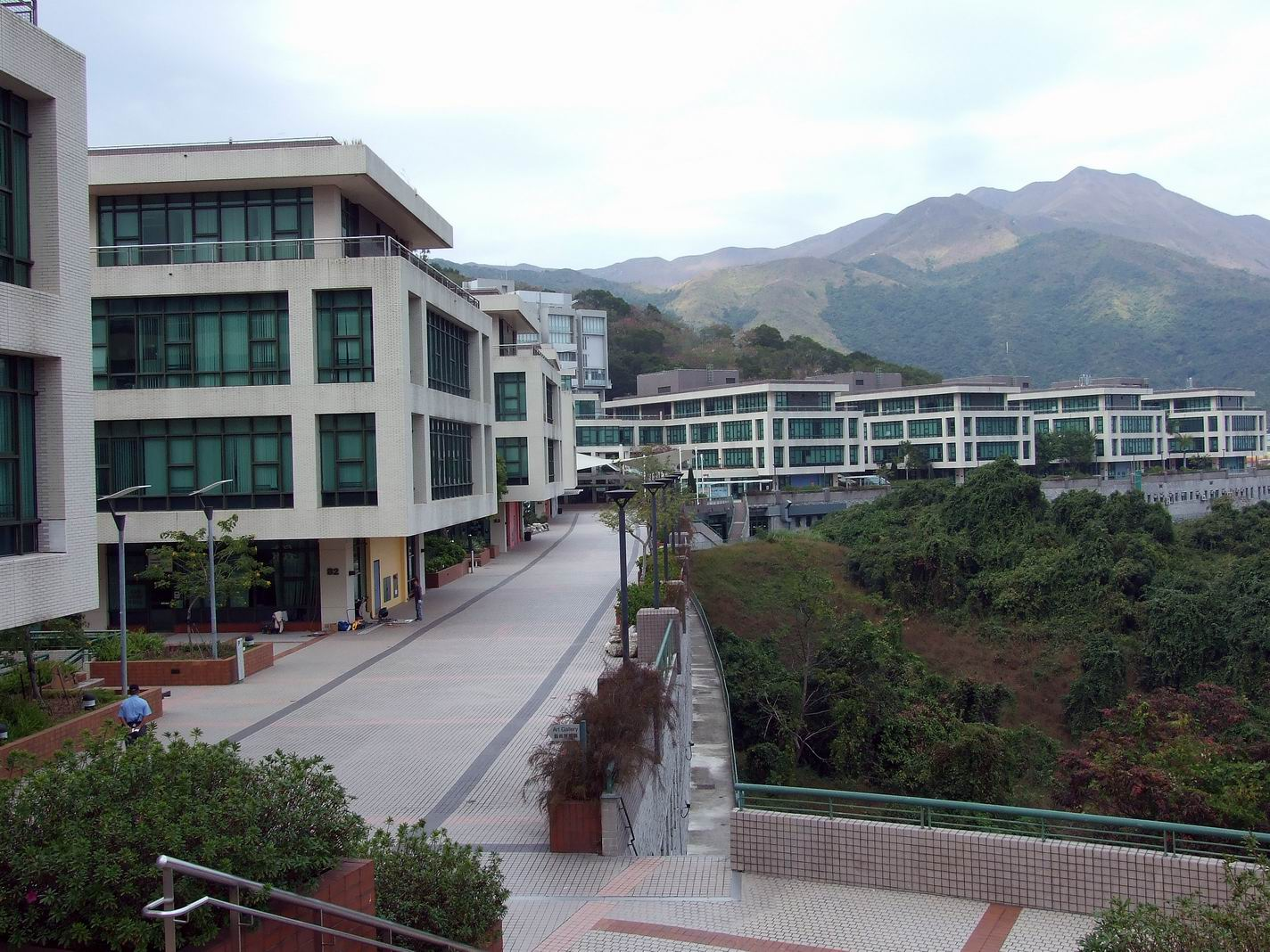
香港教育大學

- 香港教育大學
- 香港中文大學(39區)

### 醫療
| - 雅麗氏何妙齡那打素醫院 - 大埔醫院 | - 大埔賽馬會診所 - 大埔王少清診療所 |  |

### 文康娛樂

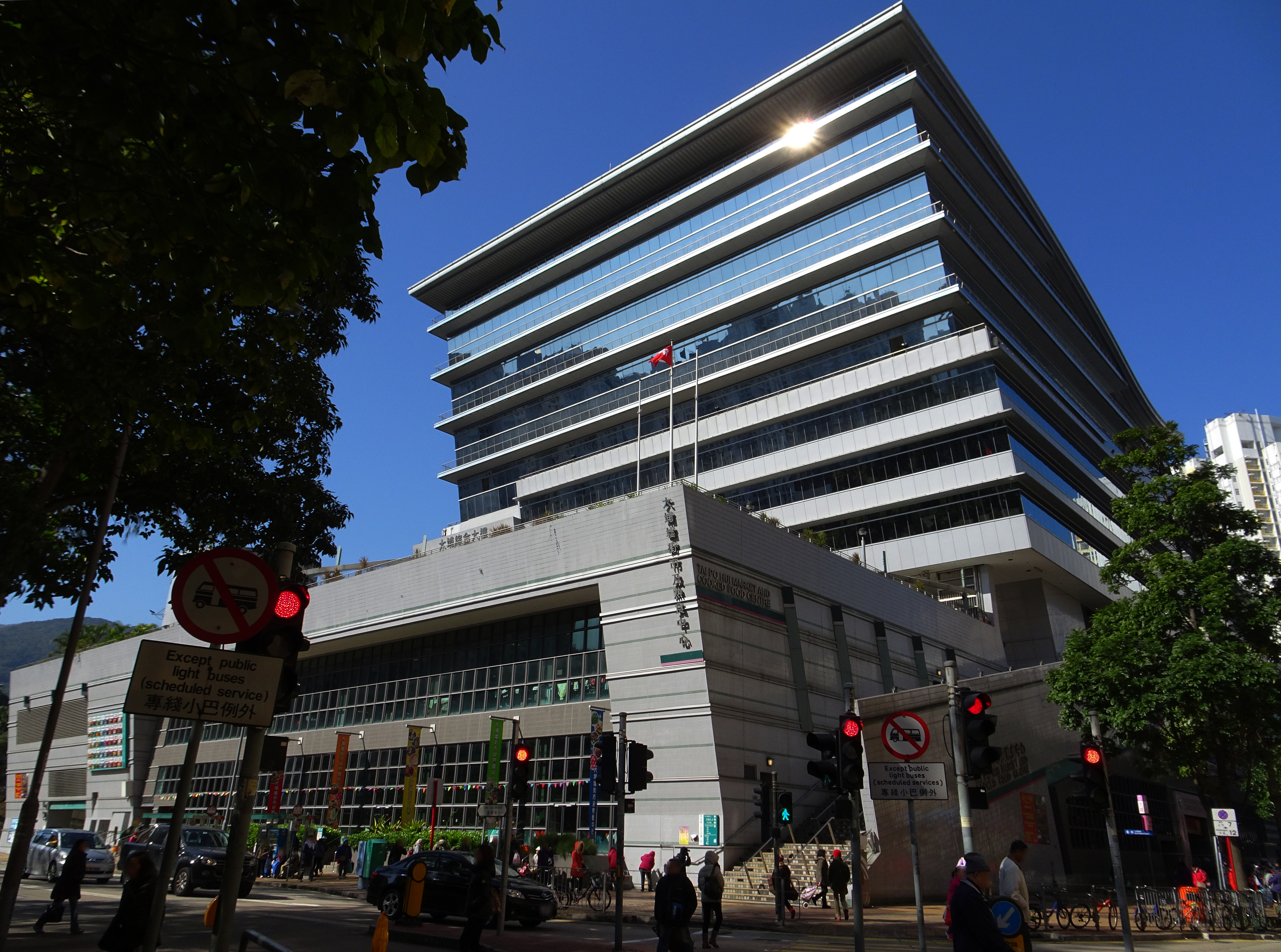
大埔綜合大樓

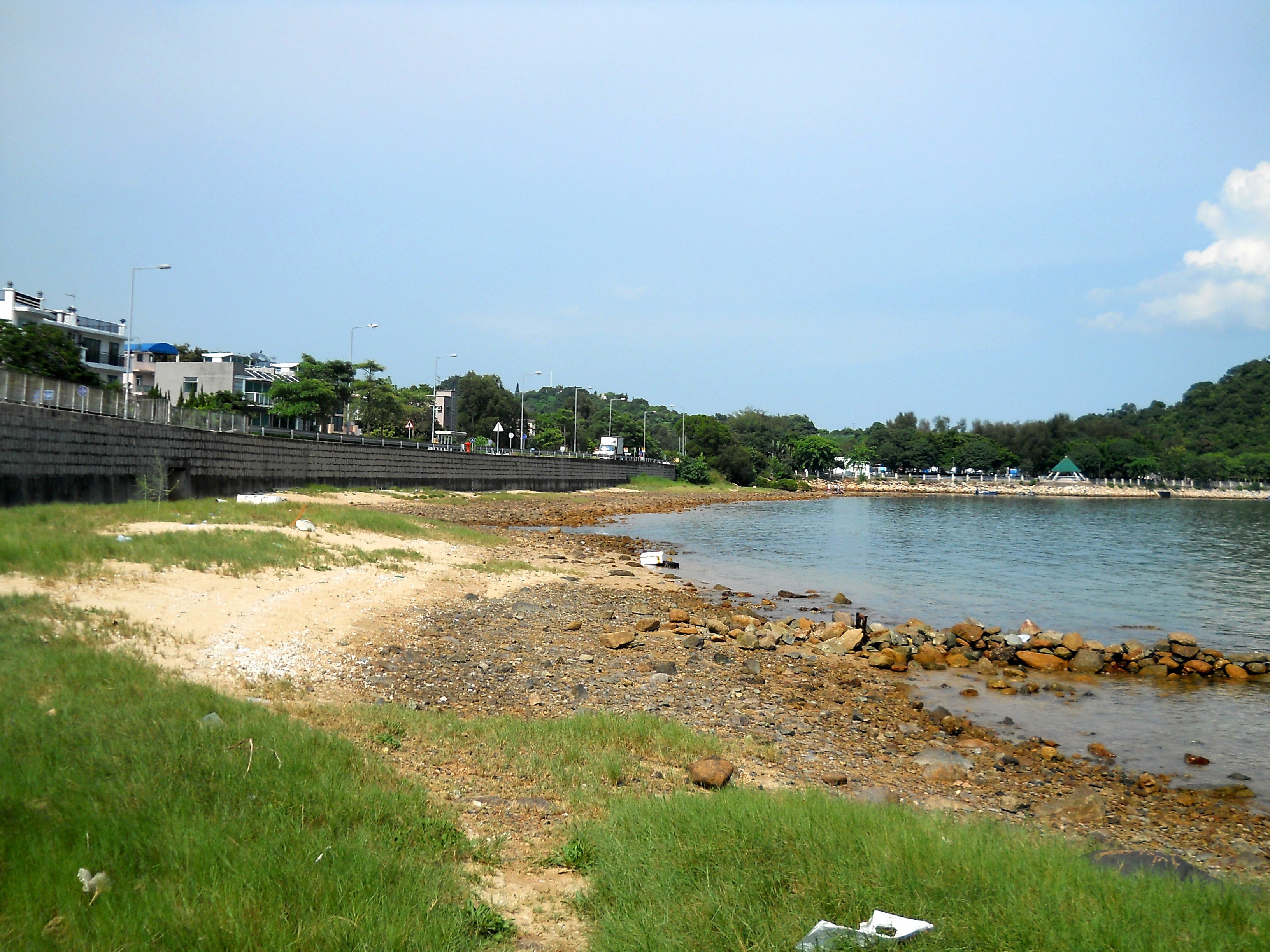
龍尾灘

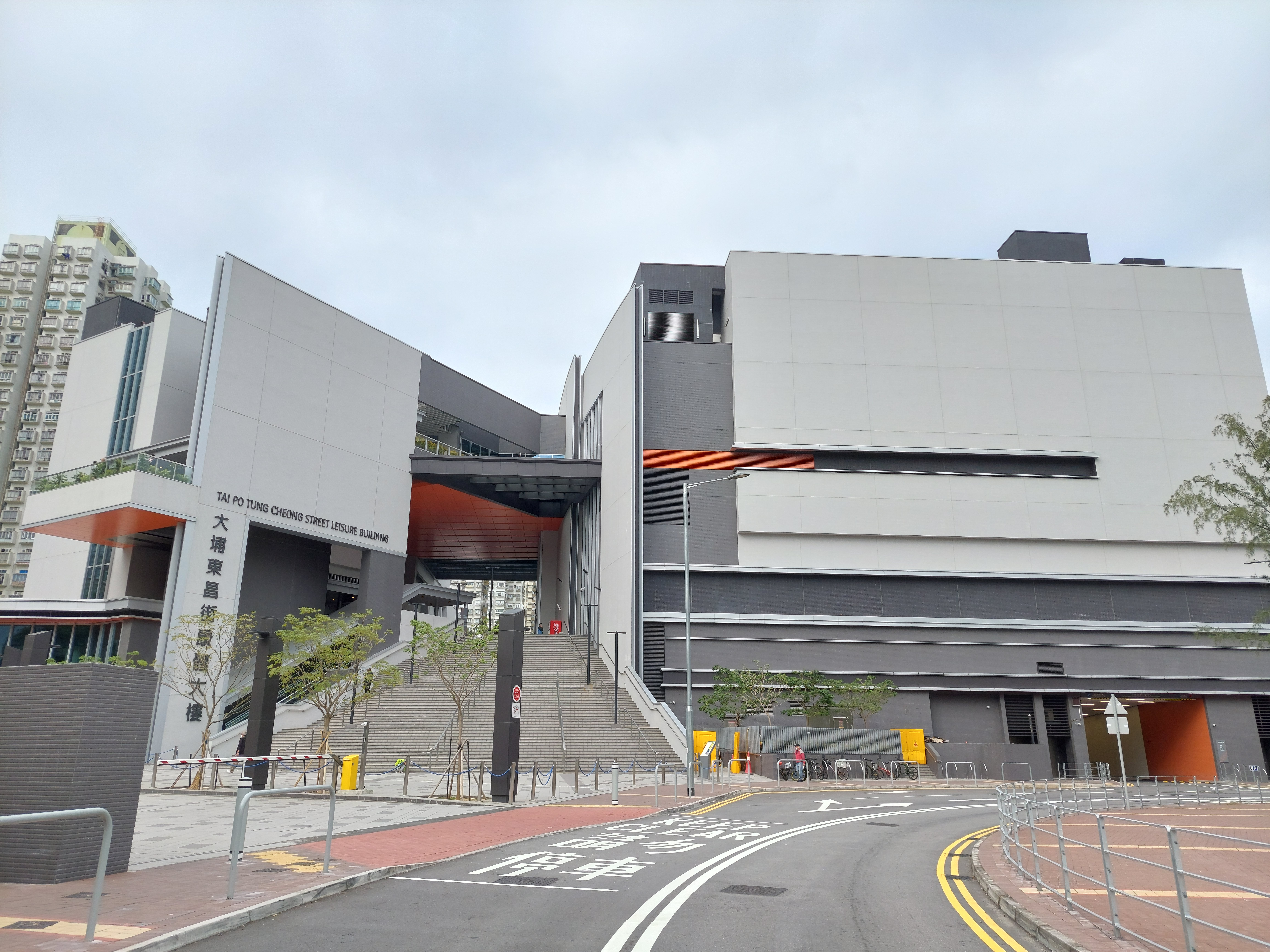
大埔東昌街康體大樓

| 博物館及古蹟 - 上碗窰樊仙宮 - 文武二帝廟 - 大埔碗窰窰址 - 舊北區理民府 - 前政務司官邸 - 敬羅家塾 - 香港鐵路博物館 - 人類民俗館 戲院 - 嘉禾大埔 圖書館 - 大埔公共圖書館 社區中心及會堂 - 大埔文娛中心 - 大埔社區中心 - 富亨鄰里社區中心 - 太和鄰里社區中心 - 運頭塘鄰里社區中心 - 富善社區會堂 - 廣福社區會堂 - 大元社區會堂 康樂場地 - 大埔舊墟遊樂場 游泳池 - 大埔游泳池 - 大埔東昌街游泳池 泳灘 - 龍尾灘 草地球場 - 大埔運動場 - 廣福球場 - 廣福公園足球場 草地滾球場 - 大埔海濱公園 | 體育館 - 李福林體育館 - 富亨體育館 - 富善體育館 - 大埔墟體育館 - 大埔體育館 - 大埔東昌街康體大樓 - 太和體育館 公園 - 八仙嶺郊野公園 - 船灣郊野公園 - 西貢東郊野公園 - 西貢西郊野公園 - 馬鞍山郊野公園 - 林村郊野公園 - 大帽山郊野公園 - 大埔滘自然護理區 - 馬屎洲特別地區 - 大埔海濱公園 - 元洲仔公園 - 完善公園 - 梅樹坑公園 家樂徑 - 鶴藪水塘家樂徑 - 大美督家樂徑 - 黃石家樂徑 自然教育徑 - 八仙嶺自然教育徑 - 灣仔自然教育徑 - 馬屎洲自然教育徑 - 大埔滘自然教育徑 郊遊徑 - 船灣淡水湖郊遊徑 - 平洲環島郊遊徑 - 大灘郊遊徑 - 嶂上郊遊徑 | 水上活動中心 - 大美篤水上活動中心 - 賽馬會黃石水上活動中心 - 香港女童軍總會 - 梁省德海上活動訓練中心 - 香港青年協會 - 大美督戶外活動中心 （页面存档备份，存于） 度假營及露營場地 - 香港童軍總會 - 洞梓童軍中心 - 大尾篤白普理賽馬會青年旅舍 - 鶴藪營地 - 涌背營地 - 東平洲營地 - 北潭凹營地 - 黃石營地 - 大灘營地 - 灣仔半島(南)營地 - 灣仔半島(西)營地 - 嶂上營地 - 猴塘溪營地 - 水浪窩營地 - 香港青年獎勵計劃賽馬會愛丁堡公爵訓練營 寺觀廟宇 - 慈山寺 - 香港定慧寺 - 大光園 - 半春園 - 長霞精舍 - 省躬草堂 - 萬德苑 - 忠和精舍 - 大埔舊墟天后宮 - 樟樹灘協天宮 - 元洲仔大王爺神廟 - 官坑七聖古廟 - 泰亨天后宮與文帝古廟 - 泰亨觀音古廟 - 九龍坑盤王古廟 燒烤 - 大美督嘉年華燒烤場 |

## 旅遊景點

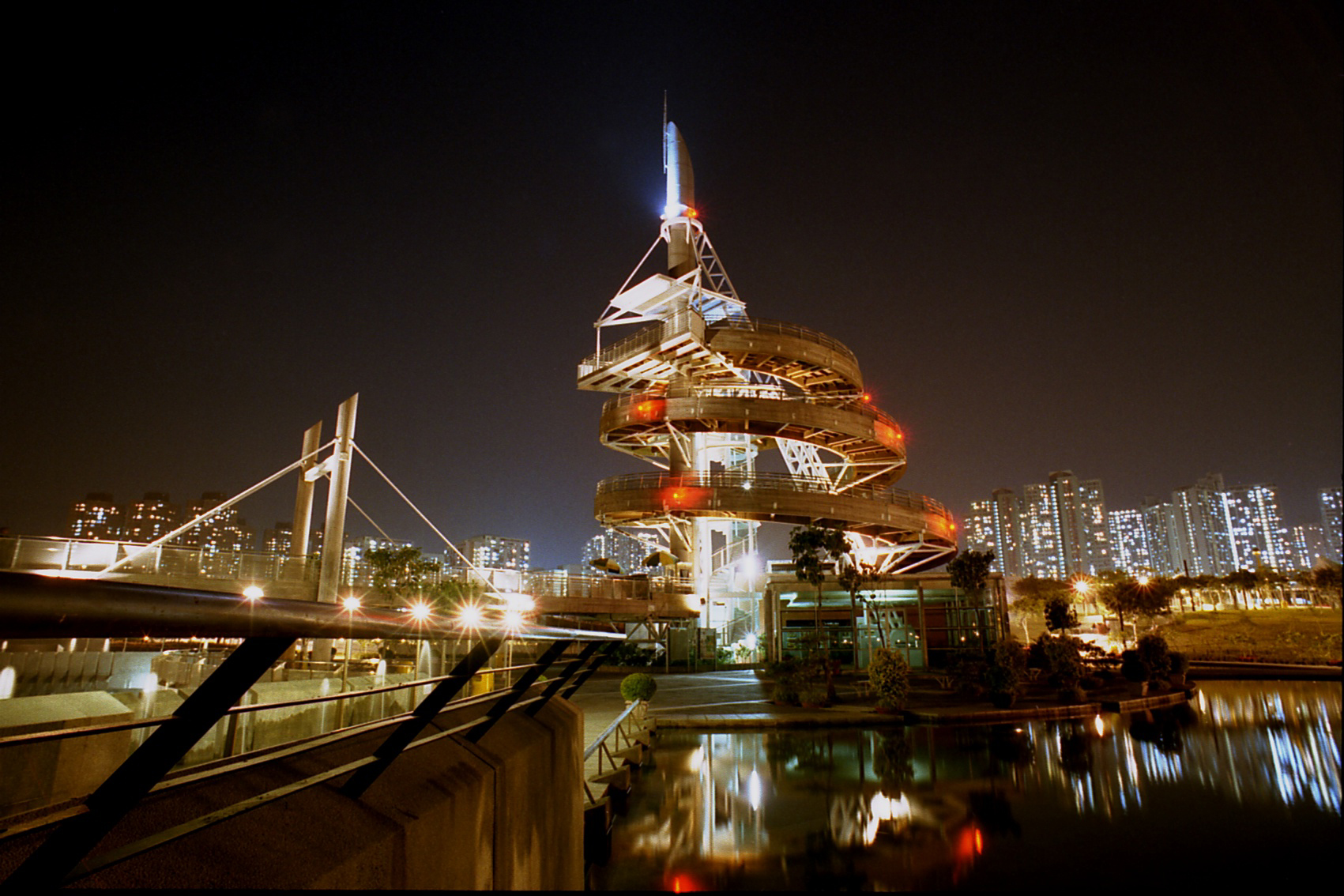
大埔海濱公園內的香港回歸紀念塔紀念香港主權的移交

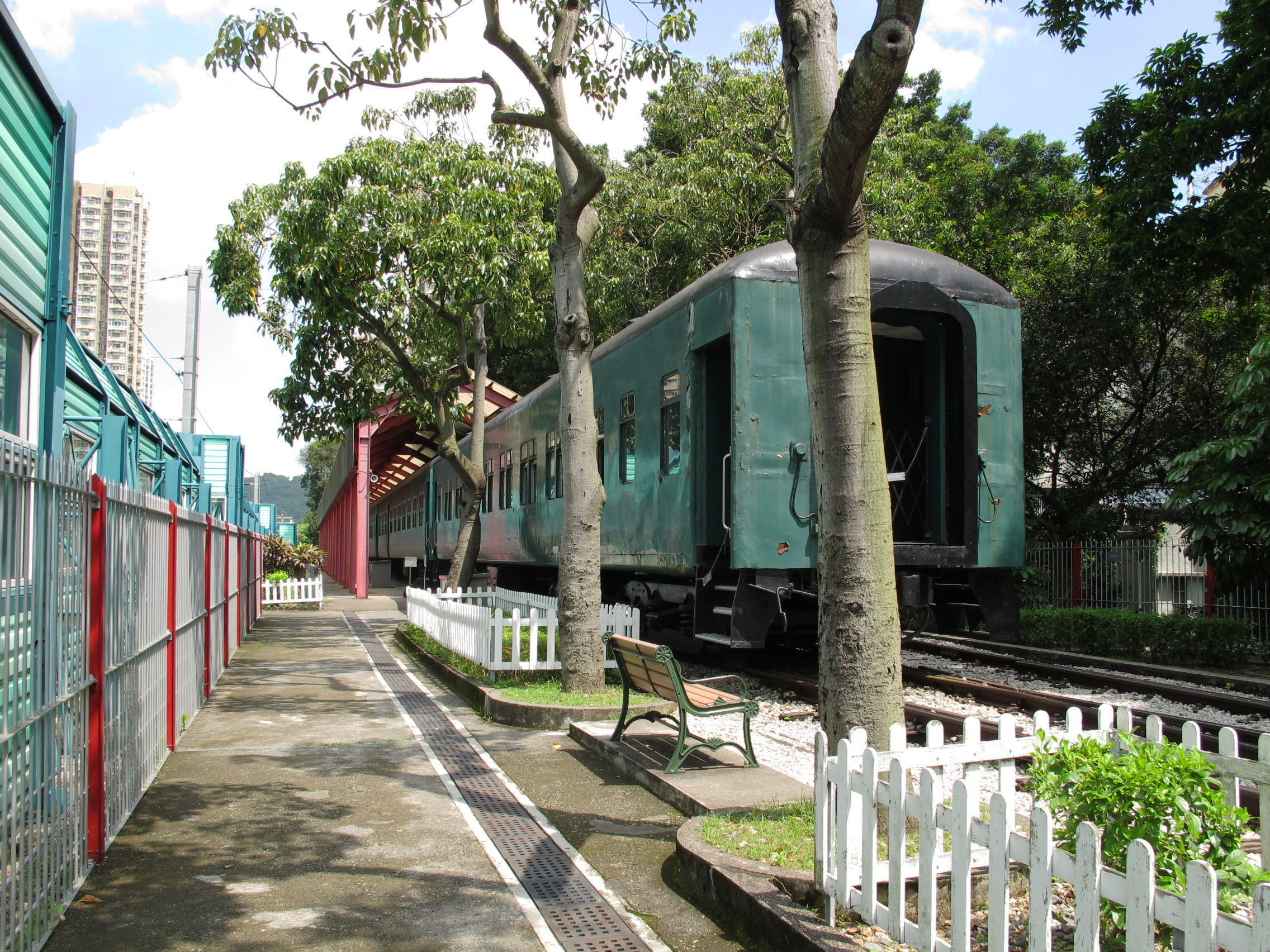
香港鐵路博物館

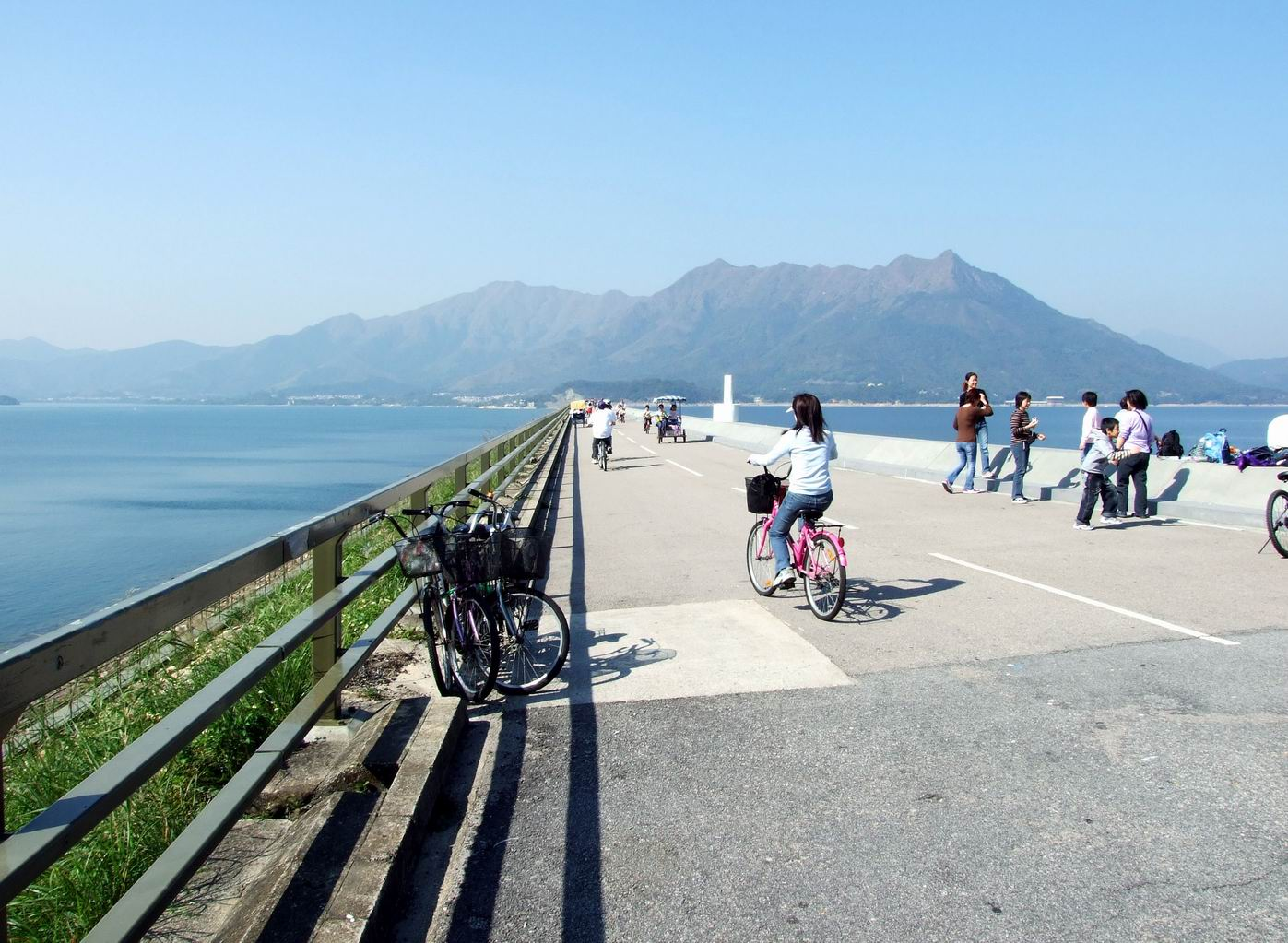
船灣淡水湖主壩頂單車徑

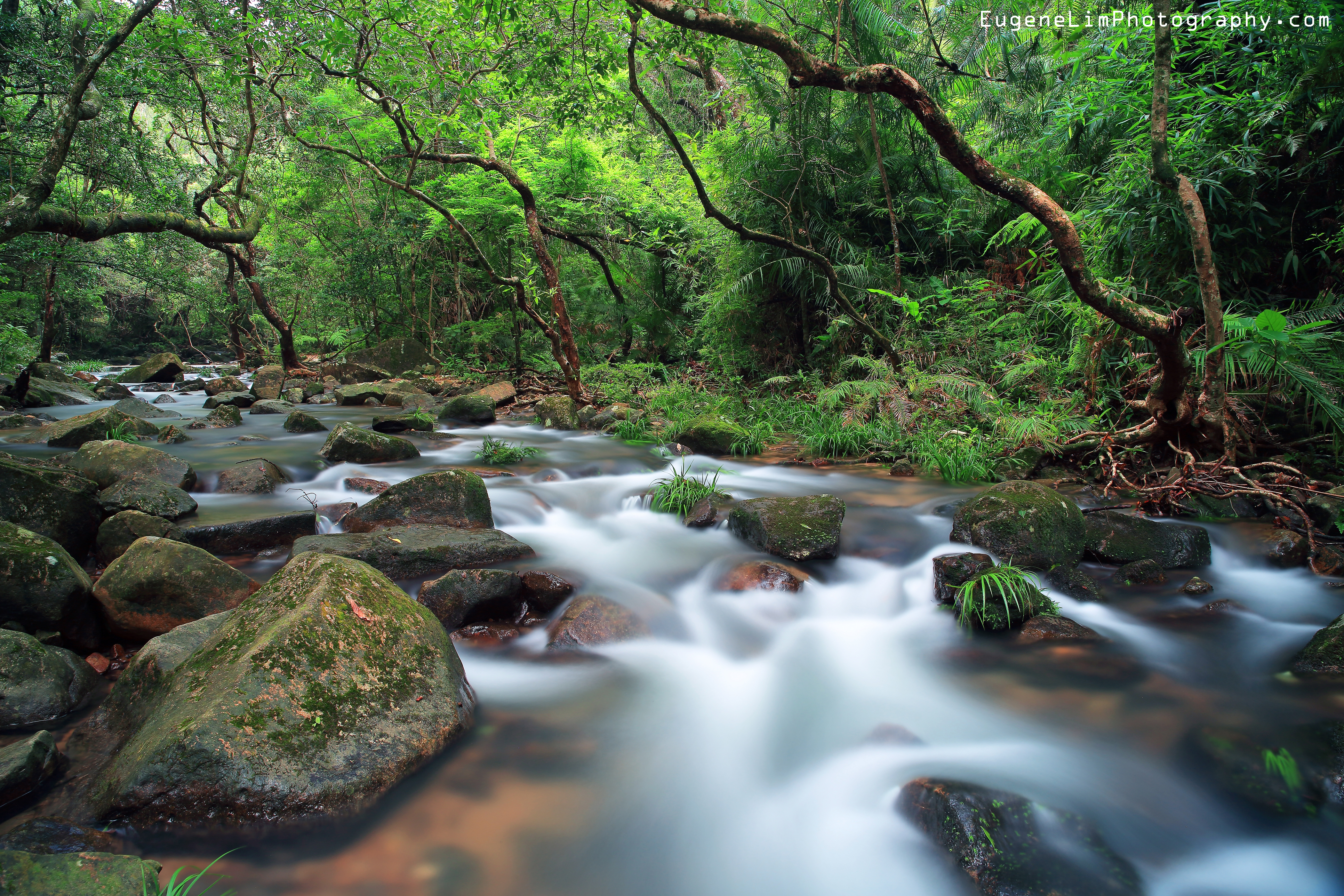
大埔滘自然護理區

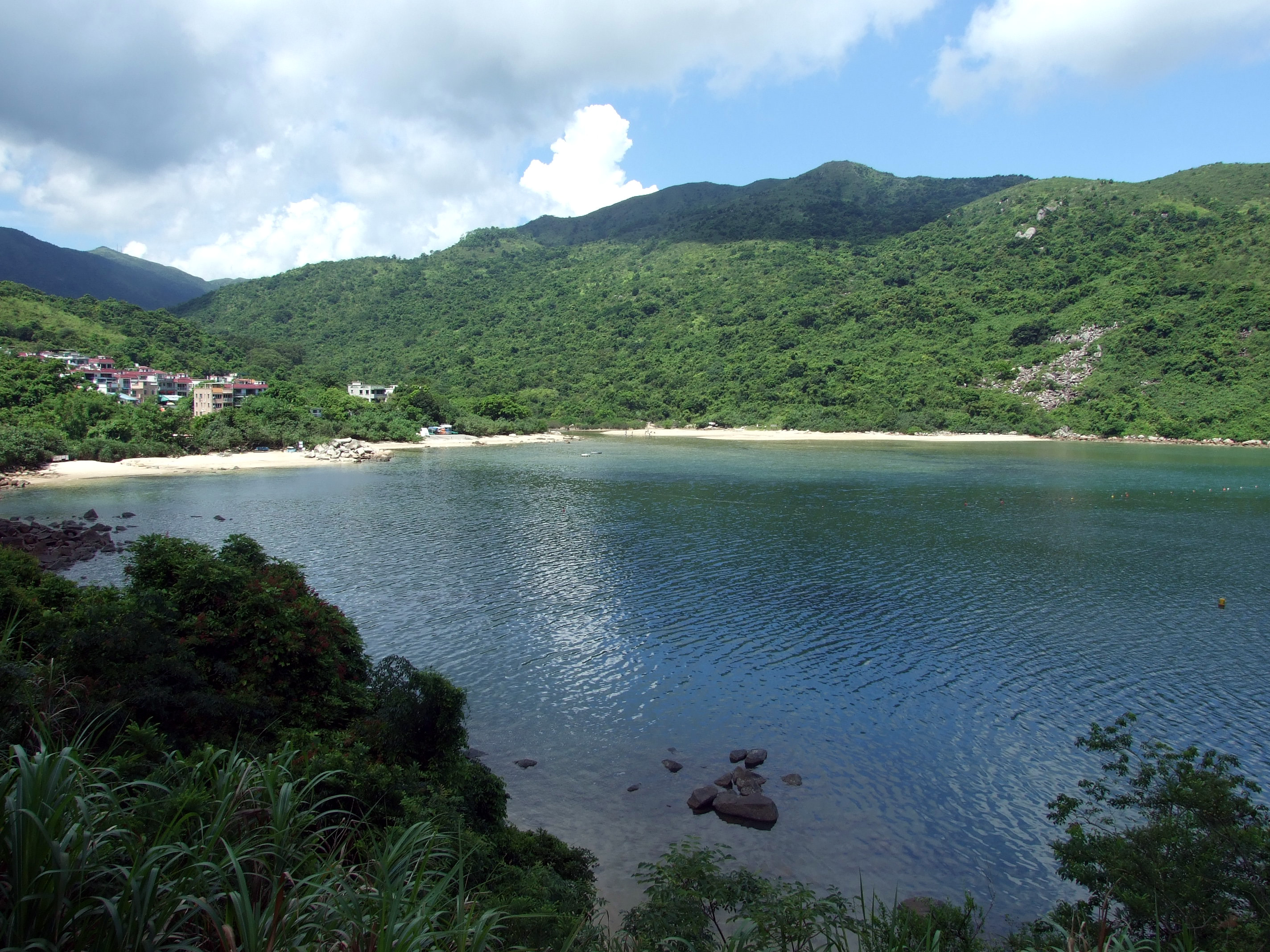
海下灣

- 黃石碼頭、賽馬會黃石水上活動中心
- 海下灣海岸公園
- 北潭坳（麥理浩徑第三段起點）
- 水浪窩
- 大埔滘自然護理區
- 馬屎洲特別地區
- 嘉里白鷺湖互動中心（金鷺湖）
- 大尾篤及船灣淡水湖
- 新娘潭
- 吐露港公路單車徑
- 大埔海濱公園（園內設有香港回歸紀念塔）
- 林村許願樹
- 嘉道理農場
- 塔門[13]
- 東平洲
- 慈山寺
- 大埔農墟
- 香港鐵路博物館
- 綠匯學苑
- 文武二帝廟

## 經濟發展

### 工業
大埔的工業大部分設於大埔創新園（第26區內約62公頃填海闢拓的土地）和第8區位於汀角路的混合式工業和辦公室用途的建築物內，而其餘的工業則設於少數傳統的地下物業和寮屋構築物內。大埔創新園位於大埔新市鎮東邊的填海地，是香港首個創新園。另外白石角一幅面積約為22公頃的公眾填土土地已興建為香港科學園，科學園分三期發展，第一，第二期和第三期已經完成。

### 漁農業
漁農業是昔日大埔的主要經濟活動，居民主要以務農或捕魚為生。1950年代成立協助農業發展的嘉道理農場座落大埔的白牛石。
以往的耕地部分改為種植蔬菜、花卉及養魚之用，但亦有很多耕地被荒廢。務農人士由於綠色產品成為時尚，有機耕作乘時而起，於「大埔農墟」直銷有機蔬菜。「大埔農墟」原為「七約農產品擺賣場」，是當年太和市（大埔新墟）的一部份，由七約鄉公所管理，作為批發議價的公秤手，後因新市鎮發展和農地減少而式微。
傳統漁業主要是深海捕魚，漁民以漁船為家，大埔漁民主要的捕魚區是塔門、較流灣、深灣及鹽田仔。隨著海水污染導致魚獲減少，很多漁民已轉業或上岸居住。大埔現時有七個政府劃定的海魚養殖區，分別是塔門、較流灣、深灣、老虎笏、榕樹凹、鹽田仔及鹽田仔東。

## 體育

### 足球
- 大埔足球會

## 交通

### 港鐵
- █  東鐵綫：大埔墟站、太和站

### 道路
幹線道路
- 9號幹線：吐露港公路、粉嶺公路

| 市區道路 - 大埔公路（近大埔新市鎮一段） - 南運路 - 汀角路（近大埔新市鎮一段） - 大埔太和路 - 廣福道 - 完善路 - 寶鄉街 | 郊區道路 - 汀角路 - 大埔公路 - 林錦公路 - 西沙路 - 北潭路 - 新娘潭路 - 海下路 |

### 巴士

大埔中心巴士總站

巴士
專線小巴
公共小巴
- 大埔中心（大埔太和路） ⇄ 旺角西洋菜街
- 上水 ⇄ 佐敦道
- 大埔 ⇄ 上水
- 大埔 ⇄ 元朗
- 大埔 ⇄ 荃灣
- 觀塘 ⇄ 落馬洲
- 上水 ⇄ 灣仔大丸

## 曾居大埔古今名人
- 何靈運：清代順治八年（公元1651年）舉人
- 文敘：大埔區泰亨村人，清代乾隆五十年（公元1785年）恩貢
- 劉德華：大埔區泰亨村人

## 未來發展
2014年1月，香港政府將大埔區8幅土地全部改劃為住宅用途，預計可興建15,410個公營及2360個私人住宅。

### 引用
1. 1 2   (PDF).   [2017-06-13]. （原始内容存档 (PDF)于2017-07-13）.
2. ↑  .   [2012-06-16]. （原始内容存档于2015-01-03）.
3. ↑  . Hong Kong Observatory. 22 February 2018  [25 December 2018]. （原始内容存档于2019-08-02）.
4. ↑  . Hong Kong Observatory. 22 February 2018  [25 December 2018]. （原始内容存档于2019-10-23）.
5. ↑  . Hong Kong Observatory. 29 January 2018  [25 December 2018]. （原始内容存档于2019-10-23）.
6. ↑  . Hong Kong Observatory. 17 May 2017  [25 December 2018]. （原始内容存档于2018-12-25）.
7. ↑  . Hong Kong Observatory. 18 May 2018  [25 December 2018]. （原始内容存档于2018-12-30）.
8. ↑  . Hong Kong Observatory. November 2018  [25 December 2018]. （原始内容存档于2019-06-05）.
9. ↑  .   [2020-12-16]. （原始内容存档于2021-02-08）.
10. ↑  .   [2018-10-27]. （原始内容存档于2020-12-09）.
11. ↑  香港政府統計署. . 2011年. （原始内容存档于2021-02-08）.
12. ↑  . HK.ULifestyle.com.hk.   [2014-11-24]. （原始内容存档于2016-03-05） （中文（香港））.
13. ↑  . Blog.ULifestyle.com.hk.   [2014-12-01]. （原始内容存档于2020-06-20） （中文（香港））.
14. ↑  .   [2007-06-12]. （原始内容存档于2007-12-02）.
15. ↑  .   [2007-06-12]. （原始内容存档于2007-10-09）.
16. ↑  . 東方日報. 2014-01-07  [2025-04-01]. （原始内容存档于2021-02-08）.

## 外部連結
- 大埔區議會
- 大埔區議會選區分界圖
  -  （页面存档备份，存于）（市中心、林村、大埔滘、汀角）
  -  （页面存档备份，存于）（船灣、西貢北、塔門、平洲）
- 大埔新市鎮的發展
- 《新界規劃小冊子——大埔》 （页面存档备份，存于） - 規劃署
- 大埔鄉事委員會
- 大埔討論區 （页面存档备份，存于）
- (PDF). 香港傷健協會. 2008  [2012-02-11].[永久]

22°26′28″N 114°09′53″E / 22.441178°N 114.164772°E